# 潘一新
潘一新（1958年—），浙江安吉人，汉族，中华人民共和国政治人物、第十一届全国人民代表大会安徽地区代表。

## 生平
毕业于安徽农业大学农机专业，是中共党员。担任安庆环新集团董事长。2008年起担任全国人大代表。